# 航行灯

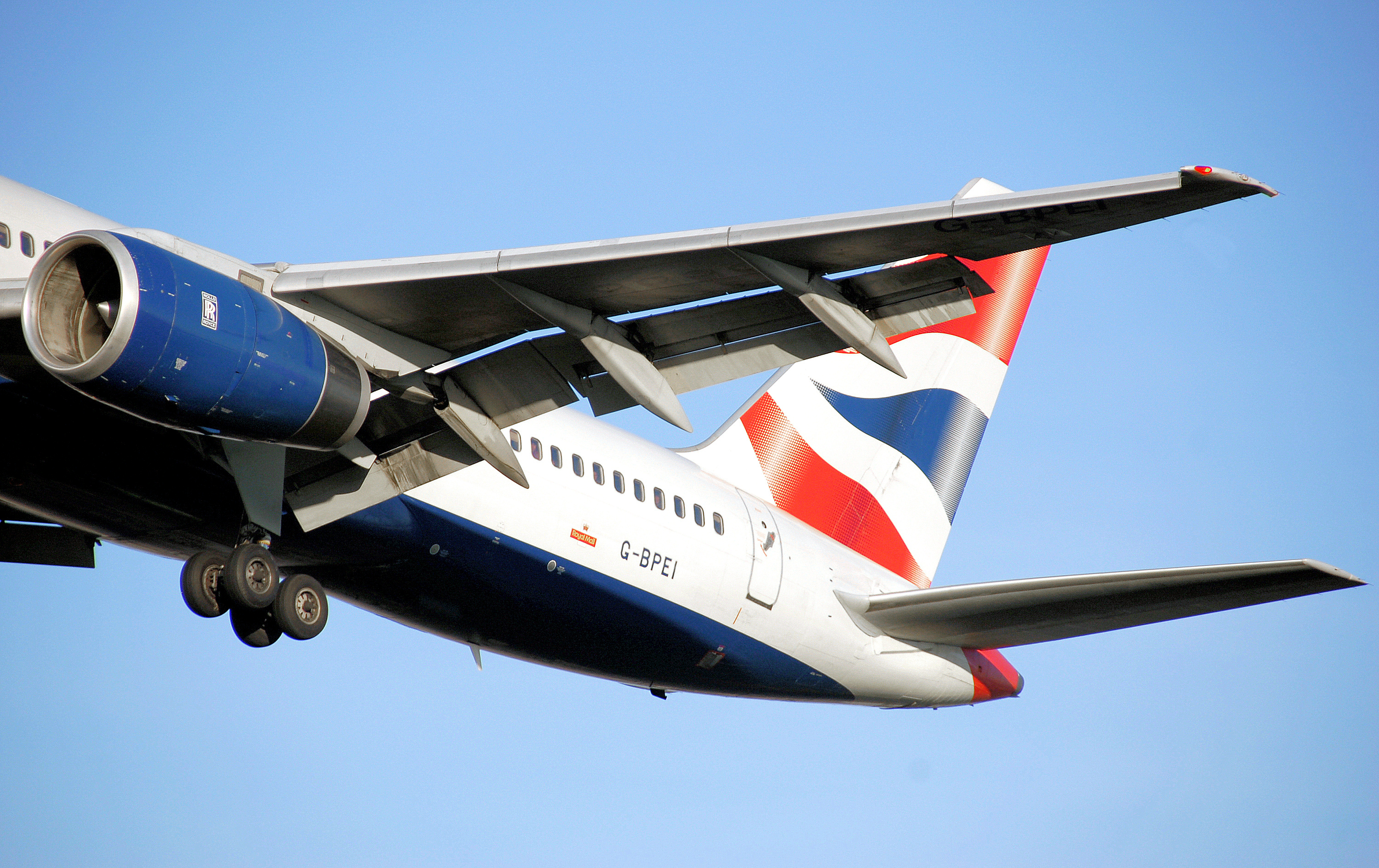
着陸態勢のブリティッシュ・エアウェイズ ボーイング757-200。左舷の主翼の先端に赤い航行灯がついている。

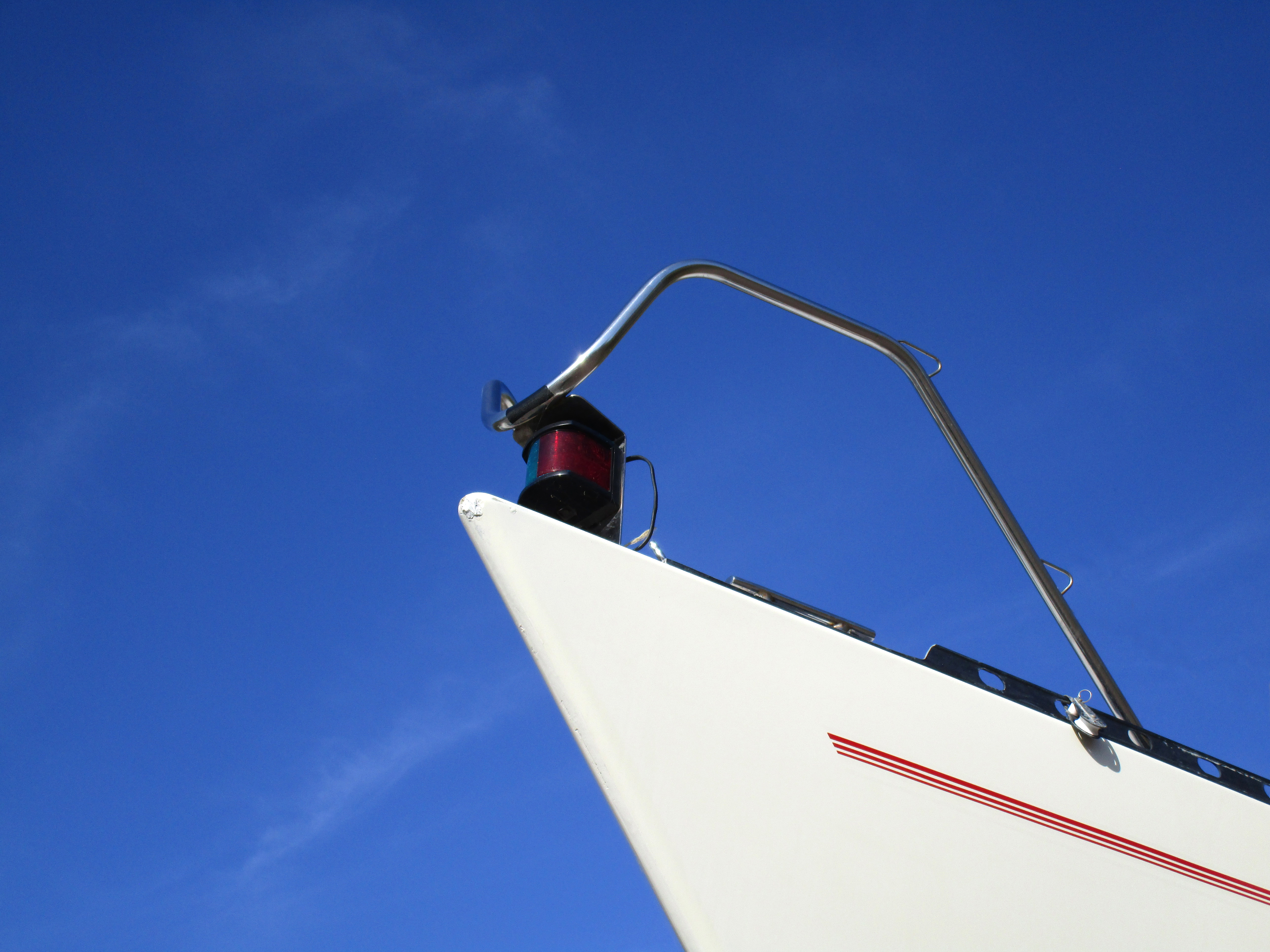
ヨットの船首に赤緑の航行灯を組み合わせたものがついている。

航行灯（こうこうとう、英: navigation light）は、船舶、航空機、宇宙船に設置する灯火の一種。乗り物の位置・方向・状態に関する情報を他者に提供する。航法灯（こうほうとう）、位置灯（いちとう、position light）とも言い、船舶に設置されるものを航海灯（こうかいとう）、航空機に設置されるものを航空灯（こうくうとう）と言う。
航行灯の配置は、国際条約や行政当局によって義務付けられている。航行灯は、通過する他者を照らし出して視認するためではなく、他者によって認識されることを目的としている。

## 航海灯
1838年に、アメリカ合衆国で、日没から日の出の間に航行する蒸気船に1つ以上の航海灯を設置することを義務付ける法律を可決した。ただ、この当時は、色、可視性、設置場所は指定されていなかった。1848年には、イギリスで、蒸気船の舷側に赤色と緑色の舷灯、マストに白色のマスト灯を設置することを義務付ける法律を可決した。1849年に、アメリカ合衆国議会は航海灯に関する要件を、帆走船にも拡張した。1889年には、アメリカ合衆国は衝突防止のための規制を検討するために、初の国際海事会議を開催した。この会議により、ワシントン会議規則が採択され、1897年に発効した。この規則では、蒸気船に第2のマスト灯を設置することが義務付けられた。1948年の国際海上安全会議では、長さが150フィートを超える動力駆動船には第2のマスト灯を設置、また、ほぼ全ての船に固定式の船尾灯を取り付けることが勧告された。それ以来、規制はほとんど変わっていない。
左右の赤と緑の色はビナクルに設置されたケルビン・ボールの色に由来する。ビナクルは露天甲板の高い位置に設置され夜間でも航法計器が読み取れるように明かりがついていたのが起源と言われる。
1972年に制定された海上における衝突の予防のための国際規則に関する条約（COLREG条約）の規則C部では、船舶に要求される航海灯の要件を規定している。

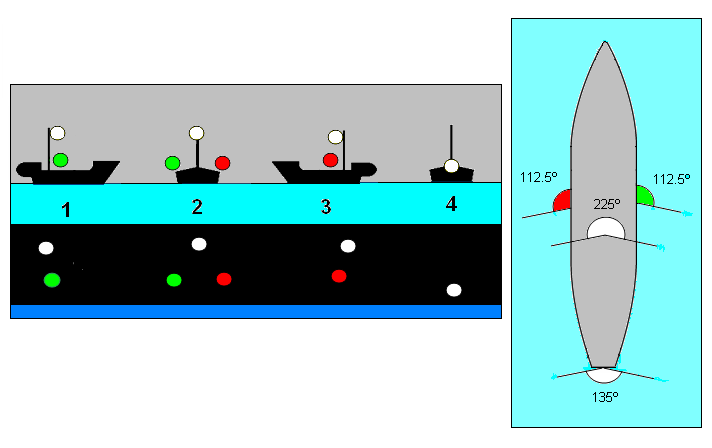
航海灯の見え方。2は観察者の方を向いている。4は観察者の反対側を向いている。

船舶に取り付けた航海灯により、航行中の船舶は、周囲の他の船舶の種類と相対的な方向を判断し、それにより衝突の危険性があるかどうかを判断する。
一般に、帆走船は真正面から右舷の真横よりも船尾側に2点（22+1⁄2度）までの方向から見えるように緑色の灯火を、同様に左舷側に赤色の灯火を、緑色灯・赤色灯が見える範囲の角度から見えるようにマストの上方に白色の灯火（マスト灯）を設置しなければならない。
動力駆動船は、これらの灯火に加えて、前方のマスト灯が見えない角度から見えるように、船尾側に向けた第2のマスト灯を設置しなければならない。また、マスト灯が2つ設置されている場合は、船尾に近い灯火は船首に近い灯火よりも高くしなければならない。
ホバークラフトや混雑した場所で操縦する一部の船は、視認性を高めるために昼夜を問わず黄色の点滅する灯火を設置する場合がある。

## 航空灯

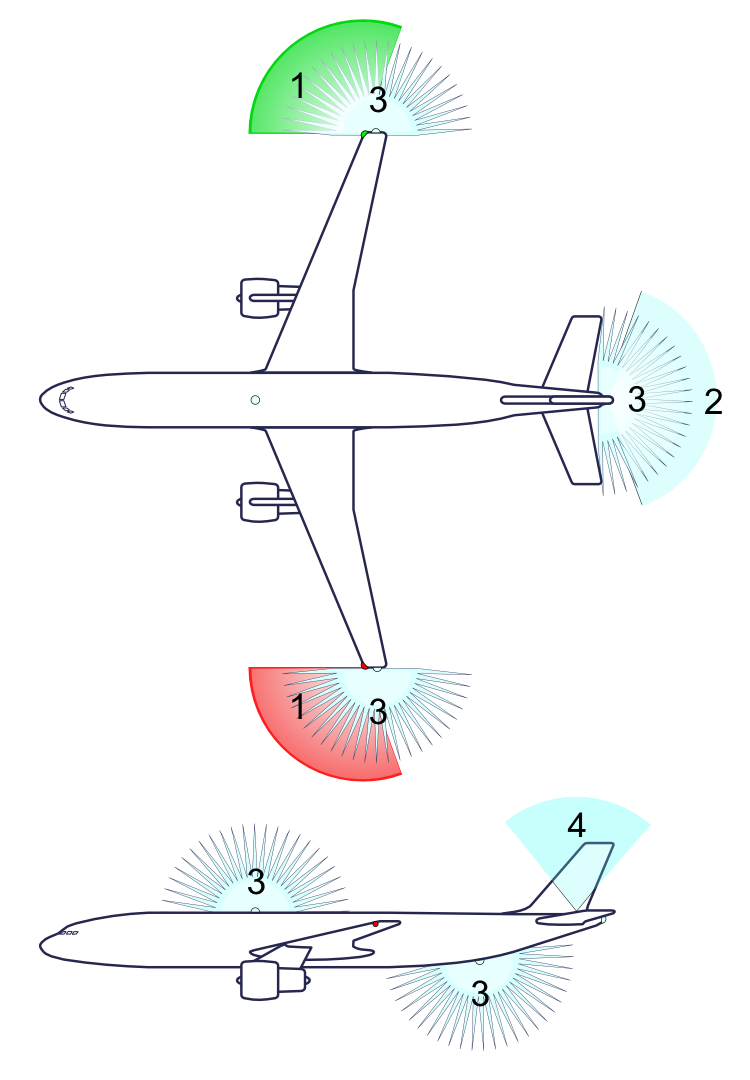
1) 航行灯 2) 機尾灯 3) 衝突防止灯 4) ロゴ灯

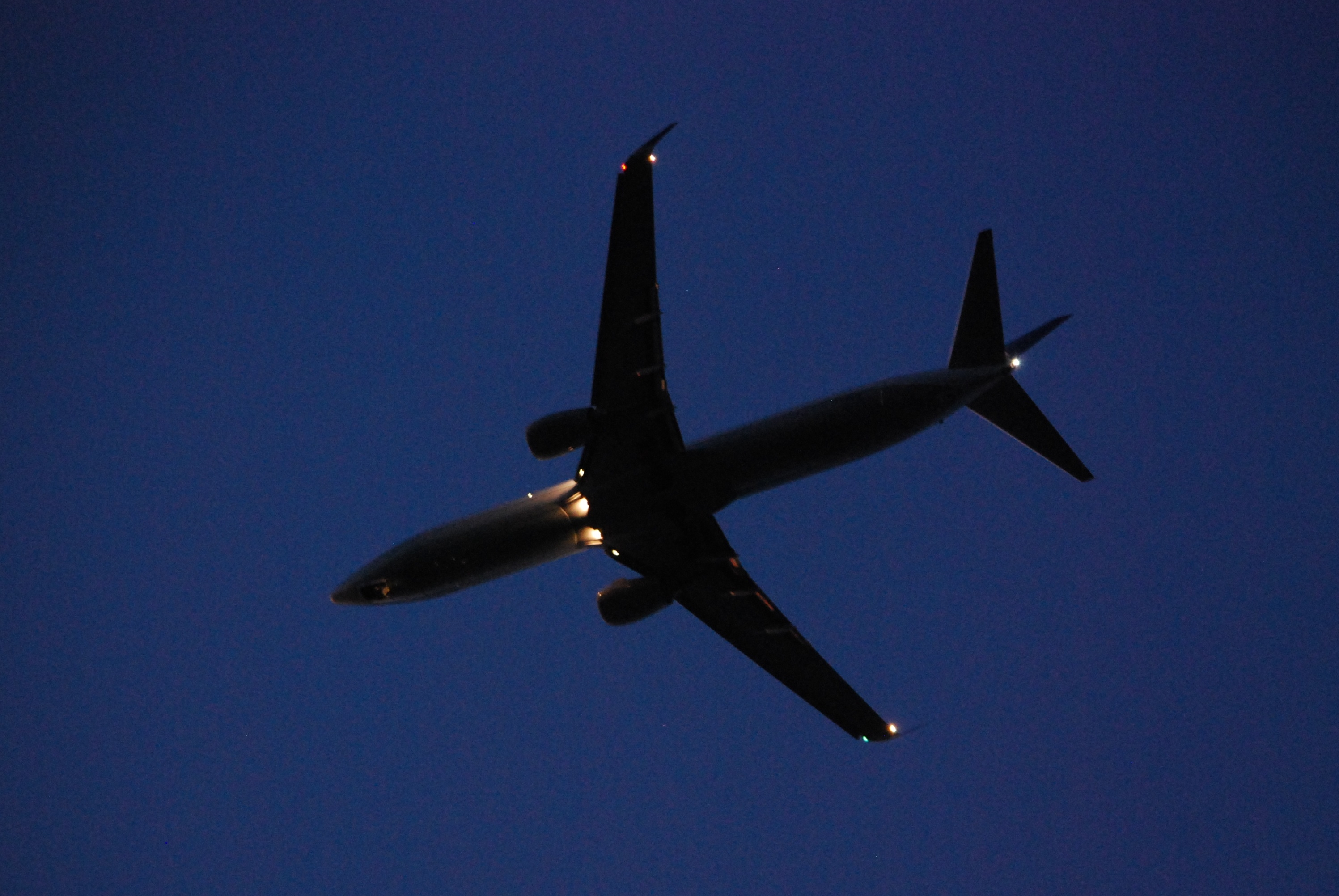
航空灯

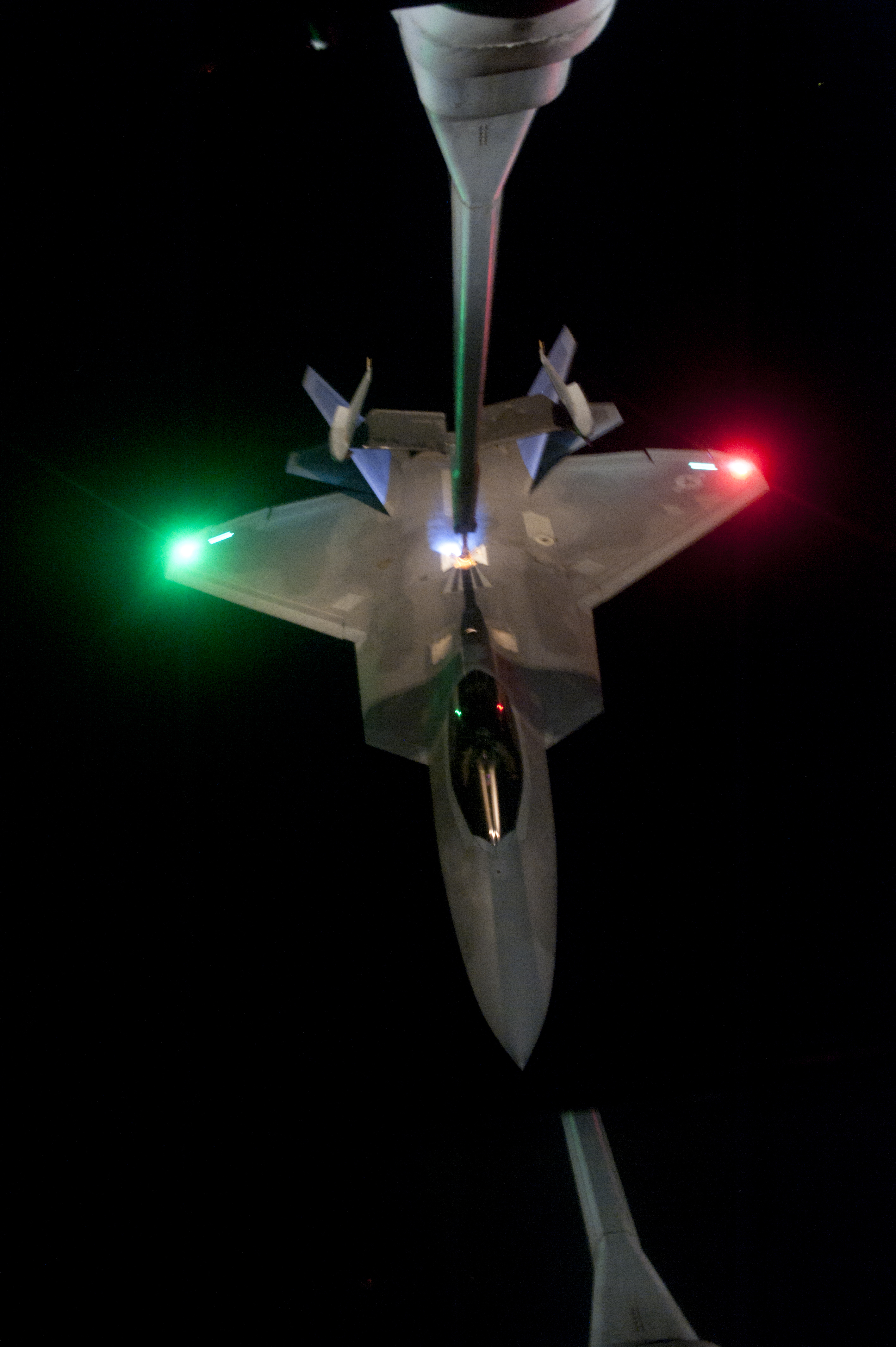
赤と緑の航空灯

航空機の外部照明灯は、航空機の外部に取り付けられた灯火である。それらは通常、他者からの視認性を高め、使用滑走路への進入やエンジンの始動などの行動を知らせるために使用される。長らく白熱電球が使用されてきたものの、近年では白熱電球よりも寿命の長い発光ダイオードに取って代わられてきている。
航空灯は航海灯と同様に配置される。赤色の航空灯は左の主翼端の前縁に配置され、緑色の航空灯は右の主翼端の前縁に配置されている。白い航空灯は、できるだけ後方の機尾またはウィングチップにある。衝突を回避するために航空機には強力な閃光灯が配置されている。衝突防止灯は、胴体の上部と下部、主翼端、機尾にある点滅灯である。
民間航空機の場合、パイロットは日没から日の出まで航空灯を点灯させ続ける必要がある。高輝度白色閃光灯は、赤の回転ビーコンと同様に衝突防止灯火システムの一部である。
1996年3月11日以降に製造された全ての航空機は、視界不良時の全て飛行活動に対して衝突防止灯火システム（閃光灯または回転ビーコン）をオンにする必要がある。例えば、プッシュバックの直前に、パイロットはエンジンが始動しようとしていることを地上乗務員に知らせるためにビーコンライトを点灯し続けなければならない。飛行中はこれらのビーコンライトは点灯したままである。タキシング中は、タクシー灯が点灯する。 滑走路に入ると、タクシー灯が消え、着陸灯と閃光灯が点灯する。10,000フィートを過ぎると、着陸灯は必要なくなり、パイロットはそれらを消すことができる。着陸時には逆の順序で同じサイクルが適用される。着陸灯は、航空機の前面にある明るい白色の前方および下方を向く灯火である。その目的は、パイロットが着陸エリアを見えるようにし、地上乗務員が接近する航空機を見えるようにすることである。

## 宇宙船の航行灯

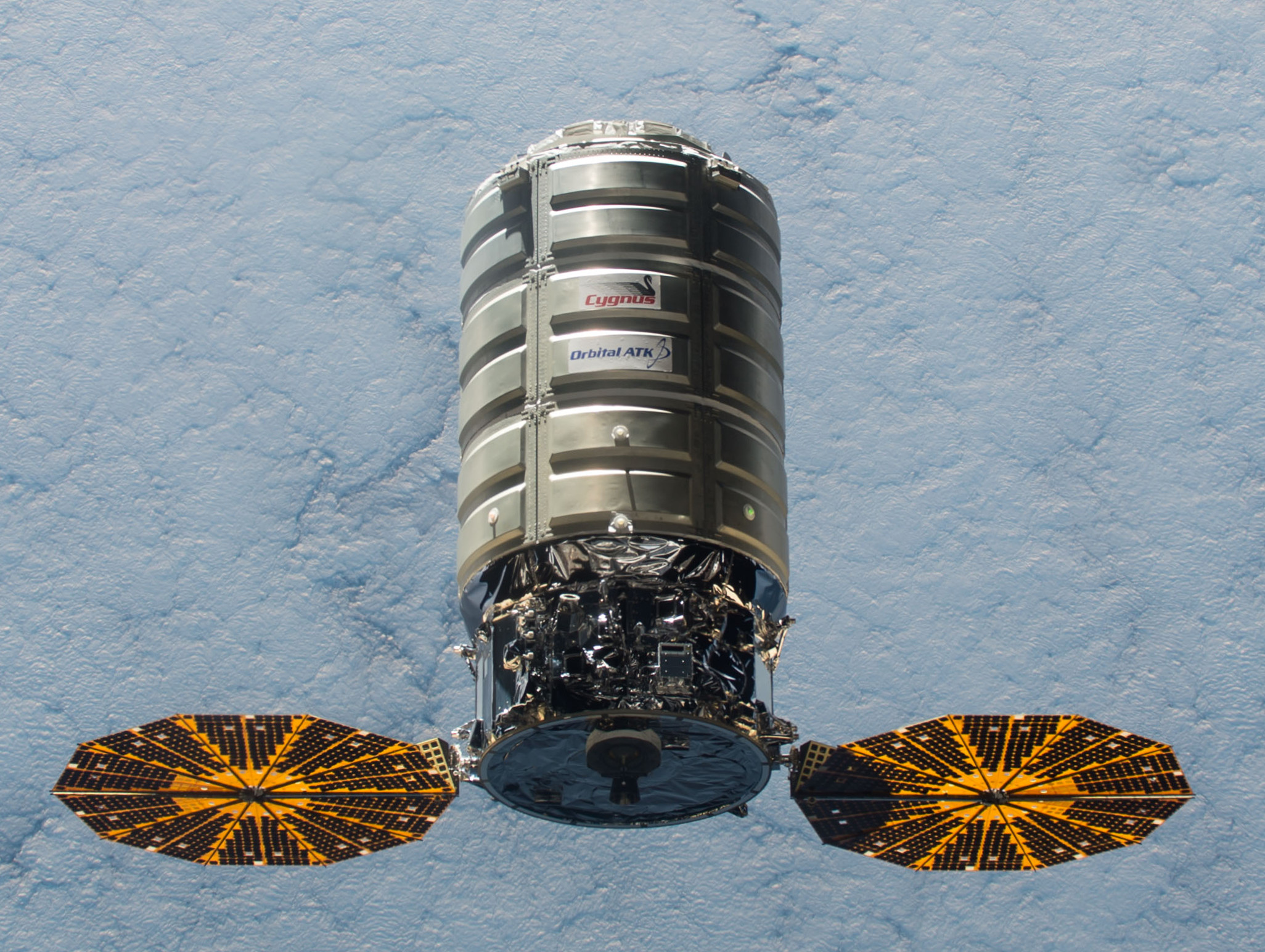
国際宇宙ステーションに接近中のシグナス5。宇宙船の後方に航行灯がついているのが見える。下部の黄色灯はこの写真では見えない。

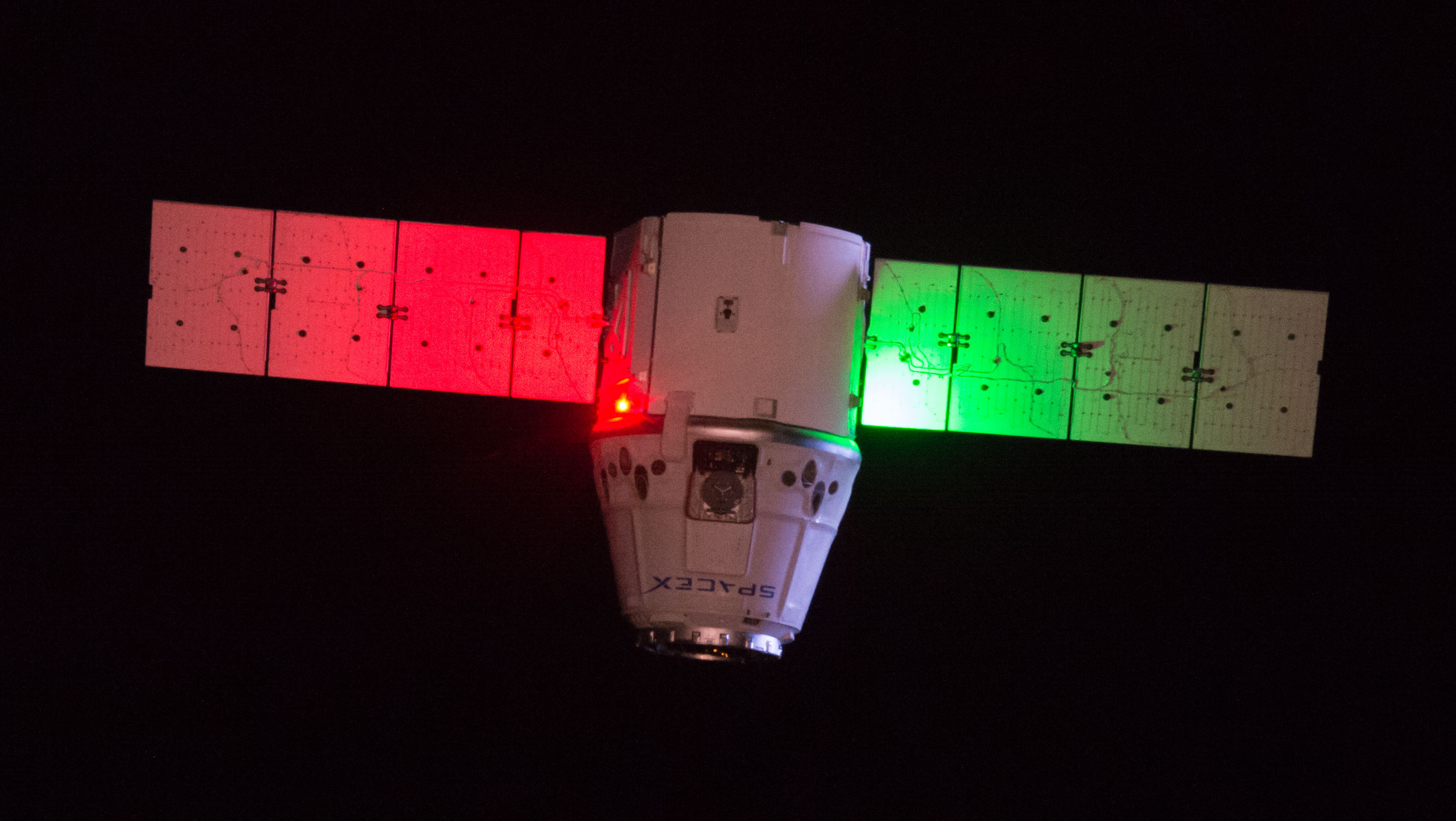
スペースX・ドラゴンの赤と緑の航行灯

2011年に、ORBITECは宇宙船の外装で使用するための発光ダイオード照明システムを開発した。現在、国際宇宙ステーション(ISS)への貨物輸送用に設計された無人輸送船・シグナスは 、5つの点滅する高出力LEDライトからなる航行灯システムを利用している。シグナスの航行灯は、船舶のものに準拠して、機体の左側に赤灯、右側に緑灯、上部に白色灯が2つ、下部に黄色灯がある。
スペースXの輸送船・ドラゴンも、赤と緑の点滅する灯火を設置している。